# Белоусово (Челябинская область)
Белоу́сово — село в Еткульском районе Челябинской области России. Административный центр Белоусовского сельского поселения.

### География
Село расположено в восточной части Еткульского района, в 34 км от районного центра  села Еткуль и в 70 км от областного центра города Челябинска. Оно располагается в живописном месте, на берегу озера Большой Шантропай, которое является памятником природы. Также поблизости располагается озеро Малый Шантропай и небольшое озеро Боровушка. 

## Население
| 2002 | 2010 |
| ---- | ---- |
| 480  | ↗490 |

## Инфраструктура
Личное подсобное хозяйство с зоной сельскохозяйственного использования, индивидуальная застройка усадебного типа.
В селе располагается школа, детский сад, два магазина, находятся две артезианских скважины, имеется деревенский водопровод, проведено электричество, однако жители имеют проблемы и с тем, и с другим. Планируется проведение газа. Есть проблемы с телефонной связью.  
Релаксационная деятельность происходит на озере  Большой Шантропай. Вода в нём солёная, схожа по составу с водой Чёрного моря, а грязь обладает лечебными свойствами. 
Село окружено берёзовым лесом и частично сосновым бором.  На озере Боровушка распространена охота на уток, весной на озере частыми гостями бывают лебеди. Летняя база отдыха «Белоусово» и детский оздоровительный лагерь ООО «Сапфир-Южуралстройсервис».

## Транспорт
Автобусное сообщение с районным центром селом Еткуль. Остановка общественного транспорта «Белоусово» расположена в центре села. 